# Descurainia diversifolia
Descurainia diversifolia är en korsblommig växtart som beskrevs av Otto Eugen Schulz. Descurainia diversifolia ingår i släktet stillfrön, och familjen korsblommiga växter.

## Underarter
Arten delas in i följande underarter:
- D. d. cunninghamii
- D. d. diversifolia